# Desa Batuan (administrativ by i Indonesien, Provinsi Bali)
Desa Batuan (engelska: Batuan) är en administrativ by i Indonesien.   Den ligger i provinsen Provinsi Bali, i den sydvästra delen av landet, 1 000 km öster om huvudstaden Jakarta. Desa Batuan ligger på ön Bali.